# Tyson Ruiz
Tyson Paul Ruiz (Gibilterra, 10 marzo 1988) è un ex calciatore gibilterriano, di ruolo centrocampista.

## Carriera

### Club
Ha sempre giocato nella massima serie del campionato gibilterriano.

### Nazionale
Esordisce nella nazionale gibilterriana  il 10 ottobre 2017 nella partita di qualificazione ai Mondiali persa per 4-0 contro la Grecia.